# لوتنانت تزور سي
```
لوتنانت تزور سي
 ( 
Lt zS
 أو 
LZS
 ) هي أدنى رتبة ضابط في 
البحرية الألمانية
. تندرج تحت تصنيف OF1 في حلف شمال الأطلسي، يعادل رتبة Ensign في 
البحرية الأمريكية
، ورتبة 
ملازم فرعي
 في 
البحرية الملكية البريطانية
.
```

تم تقديم الرتبة في البحرية الإمبراطورية الألمانية عن طريق إعادة تسمية الرتبة السابقة لرتبة Sekonde Lieutenant في عام 1890. في سياق البحرية، تم إدراج الضباط الذين يحملون هذه الرتبة ببساطة باسم هير ليوتنانت. تمت إضافة اللاحقة zur See (تعني في البحر) للتمييز بين ضباط البحرية وضباط الجيش.